# Historia o proroku Eliaszu z Wierszalina
Historia o proroku Eliaszu z Wierszalina – polski film obyczajowy w reżyserii Krzysztofa Wojciechowskiego z 1997 roku. 

## Obsada aktorska
- Eliasz – Henryk Talar
- Wasyl – Kazimierz Borowiec
- Nina – Magdalena Celówna
- Pielgrzym – Jerzy Cnota
- Jerzy Dukay

## Fabuła
Eliasz Klimowicz to duchowny prawosławny w Wierszalinie, jest on znany z uzdrawiania ludzi. Kiedy umiera jedyne dziecko głównego bohatera, Wasyla, jego żona ucieka do Eliasza. Pragnie, by ten wyleczył ją z bezpłodności. Wasyl rusza za kobietą. Po drodze napotyka pielgrzymki, składające się z podobnych jemu nieszczęśników,. Dociera z nimi do Wierszalina. Na miejscu okazuje się, że żona, która usługuje w cerkwi, jest w ciąży.